# 399 Dywizja Strzelecka (ZSRR)
399 Dywizja Strzelecka (ros. 399-я стрелковая дивизия) – związek taktyczny (dywizja) Armii Czerwionej.
Sformowana na Syberii w czasie II wojny światowej, następnie przerzucona na zachód. Broniła przed niemieckim najeźdźcą Stalingradu, brała udział w wyzwoleniu Orła i Bobrujska. Jej dowódca, Daniił Kazakiewicz, otrzymał tytuł Bohatera Związku Radzieckiego.